# Helina angulicerca
Helina angulicerca este o specie de muște din genul Helina, familia Muscidae, descrisă de Xue și Wang în anul 1989. Conform Catalogue of Life specia Helina angulicerca nu are subspecii cunoscute.